# Mikhail Mikhailovich Bakhtin
Mikhail Mikhailovich Bakhtin (Tiếng Nga: Михаил Михайлович Бахти́н, 1895-1975) là nhà nghiên cứu khoa học xã hội, khoa học nhân văn của Liên Xô (cũ), có quan điểm chống Marxist, nổi tiếng với những tác phẩm nghiên cứu về văn học và mỹ học, trong đó được biết đến nhiều nhất trong giới nghiên cứu về sau là Sáng tác của François Rabelais và nền văn hóa dân gian thời Trung cổ-Phục hưng, và Thi pháp tiểu thuyết Dostoevski.

## Tiểu sử
Mikhail Mikhailovich Bakhtin sinh ngày 16 tháng 11 năm 1895. Bị sơ nhiễm bệnh bại liệt và suốt cuộc đời về sau hầu như ông chỉ ngồi trên chiếc xe lăn nhưng từ nhỏ Bakhtin đã sớm say mê tôn giáo. Bakhtin nhiều lần tuyên bố rằng ông sinh trong một gia đình quý tộc dòng dõi nhưng đang trong giai đoạn sa sút, rằng sau khi tốt nghiệp phổ thông trung học, năm 1913, Bakhtin theo học khoa Lịch sử-Ngữ văn thuộc Trường đại học tổng hợp Sankt-Peterburg và tốt nghiệp trường này vào năm 1918, rằng trong những năm nội chiến 1918-1922, ông về dạy học ở Vitebsk và đến năm 1923 thì trở lại Peterburg. Những thông tin này về sau hóa ra đều sai. Bakhtin chưa tốt nghiệp phổ thông và cũng chưa học đại học. Ở Sankt - Petersburg ông sống bằng nghề kế toán và những công việc lặt vặt, thường do Medvedev giúp. Cùng thời gian này Bakhtin tham gia một nhóm bạn, trong đó đáng chú ý nhất là Voloshinov và Medevedev (thủ lĩnh của nhóm). Cả hai tác giả này đều giáo sư đại học. Bakhtin tuyên bố rằng họ "vừa là bạn bè vừa là học trò", mà với họ ông không chỉ truyền thụ những kiến thức uyên thâm của mình, mà còn hào phóng ban phát những tư tưởng khoa học cách tân, hợp tác với họ viết một số công trình, thậm chí mượn tên họ để công bố một loạt sách và bài nghiên cứu do ông sáng tác hầu như từ đầu đến cuối. Những tài liệu lưu trữ cho thấy các thông tin này không chính xác. Năm 1929, khi đã 34 tuổi, Bakhtin mới có cuốn sách đầu tiên mang tên mình, cuốn Những vấn đề của sáng tác Dostoievski (do Voloshinov và Medvedev - khi đó là đại diện của nhà xuất bản quốc gia tại Leningrad - chỉnh trang từ bản thảo viết dở của Bakhtin và tổ chức in khi Bakhtin đã bị bắt vì hoạt động tôn giáo nhằm giảm tội cho bạn). Cuốn sách này về sau được tái bản có sửa chữa và bổ sung dưới tên Những vấn đề thi pháp Dostoievski. Tác giả không được thấy mặt cuốn sách khi công bố lần đầu: do tham gia một nhóm nghiên cứu tôn giáo, ông bị kết án phạm tội chính trị và tuyên phạt 10 năm tù khổ sai. Nhờ cuốn sách và sự vận động của những người thân và bạn bè, nhà đương cục giảm án mới được rút xuống thành 5 năm lưu đày tại Bắc Kazakhstan. Phải đến tận năm 1966, tòa án tối cao Cộng hòa Liên Bang Nga mới xét lại và phục hồi danh dự cho tất cả những người bị kết tội.
Năm 1936 khi hết hạn lưu đày, Bakhtin được trở về Moskva và được Medevedev xin cho một chân dạy học tại trường sư phạm mới được thành lập năm 1931 ở Saransk, thủ phủ nước Cộng hoà tự trị Mordovia trong Cộng hòa xã hội chủ nghĩa Xô Viết Liên bang Nga (nay là Liên Bang Nga). Tại đây, trong vòng 5 năm ông bắt đầu viết một số công trình về thể loại tiểu thuyết (được in vào những năm 70) và hoàn thành về cơ bản chuyên khảo về François Rabelais và văn hóa trào tiếu dân gian. Bạn bè cố gắng thu xếp cho ông được đặc cách bảo vệ công trình này như một luận án tiến sĩ (vì Bakhtin không có bằng đại học), nhưng cuộc chiến tranh chống phát xít Đức bùng nổ. Bakhtin phải về một vùng nông thôn Trung Nga, và dạy ngoại ngữ cho một trường phổ thông ở đấy trong 5 năm.
Năm 1947, sau chiến tranh, Bakhtin trở lại Moskva, bảo vệ công trình về Rabelais nhưng chỉ được phong học vị phó tiến sĩ. Ông tiếp tục làm giảng viên trong biên chế của trường Đại học Sư phạm (từ năm 1957 đổi thành Đại học Tổng hợp) ở Saransk, dạy văn học nước ngoài. Sau 1960 ông nghỉ hưu.
Cho đến năm 1963, tên tuổi Bakhtin hoàn toàn bị quên lãng ở Liên Xô, nhưng đến cuối 1963, từ một bức thư ngỏ thống thiết của một nhóm nhà văn và nhà khoa học có tên tuổi, công trình của ông về Dostoevski được tái bản và sau đó hai năm, Sáng tác của François Rabelais với văn hóa dân gian Trung đại và Phục hưng ra mắt độc giả. Tên tuổi Bakhtin mau chóng trở nên lừng lẫy, thậm chí thời thượng ở Liên Xô, rồi cả trên trường quốc tế. (Tuy vậy, về sau, nhiều học giả đã chỉ ra rằng trong cuốn sách về Rabelais cũng như những tác phẩm khác, Bakhtin thường xuyên đạo văn của Scheler, Lukas, Spitzer, Cassirer, Broder Christiansen... và nhiều nhất là đạo ý tưởng của Voloshinov và Medvedev). Sau khi vợ Bakhtin qua đời năm 1970, nhờ bạn bè thân hữu giúp đỡ, ông trở lại Moskva, ngụ cư tại nhà sáng tác của Hội nhà văn Liên Xô ở Peredelkino cho đến khi mất ngày 7 tháng 3 năm 1975.

## Tác phẩm chính
Trong suốt cuộc đời phải chiến đấu với bệnh tật và cả những định kiến chính trị cũng như những rào cản nhận thức của thời đại, M. Bakhtin vẫn để lại một di sản lý luận văn học đáng chú ý, trong đó nổi tiếng nhất có thể kể đến bao gồm
1. Những vấn đề thi pháp Dostoevski được xuất bản lần đầu với tên Những vấn đề sáng tác Dostoevski năm 1929 và được tái bản có sửa chữa, bổ sung (nhưng không làm thay đổi những nội dung cốt yếu) vào các năm 1963, 1967, 1979. Tác phẩm kết tinh những giá trị tinh hoa trong phương pháp tư duy của Voloshinov và Medvedev, được Bakhtin đem ứng dụng vào nghiên cứu một trong những sáng tác phức tạp nhất của văn học Nga, hiện tượng Dostoevski[2]. Tác phẩm này nối tiếp tác phẩm "Chủ nghĩa Marx và triết học ngôn ngữ" của Voloshinov, đem lại một cái nhìn mới mẻ không chỉ đối với sáng tác của nhà văn hiện thực Dostoievski mà còn đối với văn học nghệ thuật nói chung, đối với mối quan hệ giữa văn học và hiện thực nói riêng[3]. Chuyên luận đã phân tích thi pháp tiểu thuyết của Dostoevski, đưa ra quan điểm Dostoievski "như một thiên tài đã sáng tạo ra một dạng tiểu thuyết hoàn toàn mới chưa từng có trước đó trong văn học Nga cũng như văn học thế giới"[4] mà Voloshinov, người đồng thời cũng là giáo sư âm nhạc, gọi một cách ước lệ là "tiểu thuyết đa thanh"[5];
2. Sáng tác của François Rabelais và văn hóa dân gian thời Trung cổ và Phục hưng (1965)[6];
3. Những vấn đề văn học và mỹ học (1975) được viết từ năm 1924 với bài "Vấn đề nội dung, chất liệu và hình thức trong sáng tạo nghệ thuật ngôn từ". Đây là bản phác thảo đầu tiên hệ thống "mỹ học nghệ thuật ngôn từ" của Bakhtin. Hệ thống này trong những đường nét chung đã hình thành ở Bakhtin từ đầu những năm 20 thế kỷ trước, chịu nhiều ảnh hưởng của Voloshinov và Medvedev trong cuộc tranh luận của hai tác giả này với trường phái hình thức chủ nghĩa Nga[7]. Về sau, công trình tiếp tục được bổ sung dần dần qua hơn một nửa thế kỷ với các công trình như: "Tác giả và nhân vật trong hoạt động thẩm mỹ" (1925 - 1926), "Vấn đề những thể loại lời nói" (1953 - phát triển các ý tưởng của Voloshinov từ thập niên 1920), "Vấn đề văn bản trong ngôn ngữ học", "ngữ văn học và các khoa học nhân văn khác", "Về phương pháp luận của các khoa học nhân văn" (1960 - 1970);
4. Mỹ học sáng tác ngôn từ (1979);
5. Những bài báo phê bình văn học (1986).

Nhưng tên tuổi của Bakhtin, với tư cách một nhà triết học và ngôn ngữ học, chủ yếu nhờ các công trình xuất bản vào những năm 1920, ký tên V.N. Voloshinov (chết năm 1936) và P.N. Medvedev (bị Stalin xử tử năm 1938) mà Bakhtin (trong các cuộc nói chuyện có ghi âm với Duvakin) và học trò của ông tuyên bố rằng cơ bản là của Bakhtin, đặc biệt là Học thuyết Freud (V.N. Voloshinov), Phương pháp hình thức trong nghiên cứu văn học (P.N. Medvedev), và Chủ nghĩa Marx và triết học ngôn ngữ (V.N. Voloshinov). Những công trình kiệt xuất đó bao quát một phạm vi nghiên cứu triết học, mỹ học và lý luận văn học rộng lớn của một nhà bác học tầm cỡ thế giới, bao gồm những vấn đề về ngôn ngữ học, ký hiệu học, nội dung và hình thức, thi pháp học lịch sử, thi pháp học tác giả, lý luận về tiểu thuyết, lý luận về ngôn từ văn học, lý luận văn bản, lý luận về tác giả.... Tuy nhiên, những nghiên cứu sau này cung cấp những bằng chứng xác thực cho thấy rằng các thông tin đó là dối trá, Voloshinov và Medvevev đích thực là tác giả những công trình này. Tại Nga, "Toàn tập Bakhtin", hiện đã hoàn thành, cuối cùng cũng từ bỏ ý định in gộp vào đó các tác phẩm của Voloshinov và Medvedev.